# Tony Joe White
Tony Joe White (beceneve the Swamp Fox; (Oak Grove, 1943. július 23.- Nashville, 2018. október 24.) amerikai bluesgitáros és dalszerző.  2021-ben posztumusz albuma jelent meg Smoke from the Chimney címen.

## Életpályája
Leghíresebb dala az 1969-es "Polk Salad Annie" volt, amelyet a "Rainy Night in Georgia" követett - ezt a dalt ő írta, ám 1970-ben Brook Benton vitte sikerre. 
Ismert dala a Yo Yo Man, amelyet John Mayall is a műsorára tűzött.
Tony Joe White 2018-ban szívrohamban hunyt el.

## Diszkográfiája

### További felvételek
- 1972: The Train I’m On
- 1973: Home Made Ice Cream
- 1976: Eyes
- 1977: Tony Joe White
- 1980: Real Thang
- 1983: Dangerous
- 1991: Closer to the Truth
- 1993: The Path of a Decent Grove
- 1995: Lake Placid Blues
- 1997: Collection
- 1998: One Hot July
- 2001: The Beginning
- 2003: Snakey
- 2004: The Heroines
- 2006: Uncovered
- 2008: Deep Cuts
- 2010: The Shine
- 2012: Collected
- 2013: Hoodoo
- 2016: Rain Crow
- 2016: Tony Joe White Live & Kickin’
- 2018: Bad Mouthin’

### További kislemezek
- 1991: Good In Blues